# Ibantila
Ibantila was een geslacht van hooiwagens uit de familie Podoctidae.
De wetenschappelijke naam Ibantila was voor het eerst geldig gepubliceerd door Šilhavý in 1969. Het werd een junior subjectief synoniem van Santobius Roewer, 1949 in Kury & Machado, 2009.

## Soorten
Ibantila was monotypisch en omvat slechts de volgende soort:
- Ibantila cubana = Santobius cubanus (Šilhavý, 1969)